# Selasphorus sasin
El colibrí de Allen (Selasphorus sasin), también denominado chispita de Allen o zumbador de Allen (en México), es una especie de ave apodiforme de la familia Trochilidae —los colibríes— perteneciente al género Selasphorus. Anida en la costa del Pacífico de Estados Unidos e inverna en el centro de México. Es una pequeña ave con una longitud de aproximadamente 7,5—9 cm.

## Distribución y hábitat
La subespecie nominal se reproduce en una estrecha franja a lo largo de la costa del Pacífico desde el extremo suroeste de Oregón al sur hasta el sur de California, y de agosto a diciembre migran hacia una estrecha área de distribución en el centro de México, en los estados de México, Morelos y Puebla. La subespecie sedentarius es residente en una pequeña área e islas del sur de California.

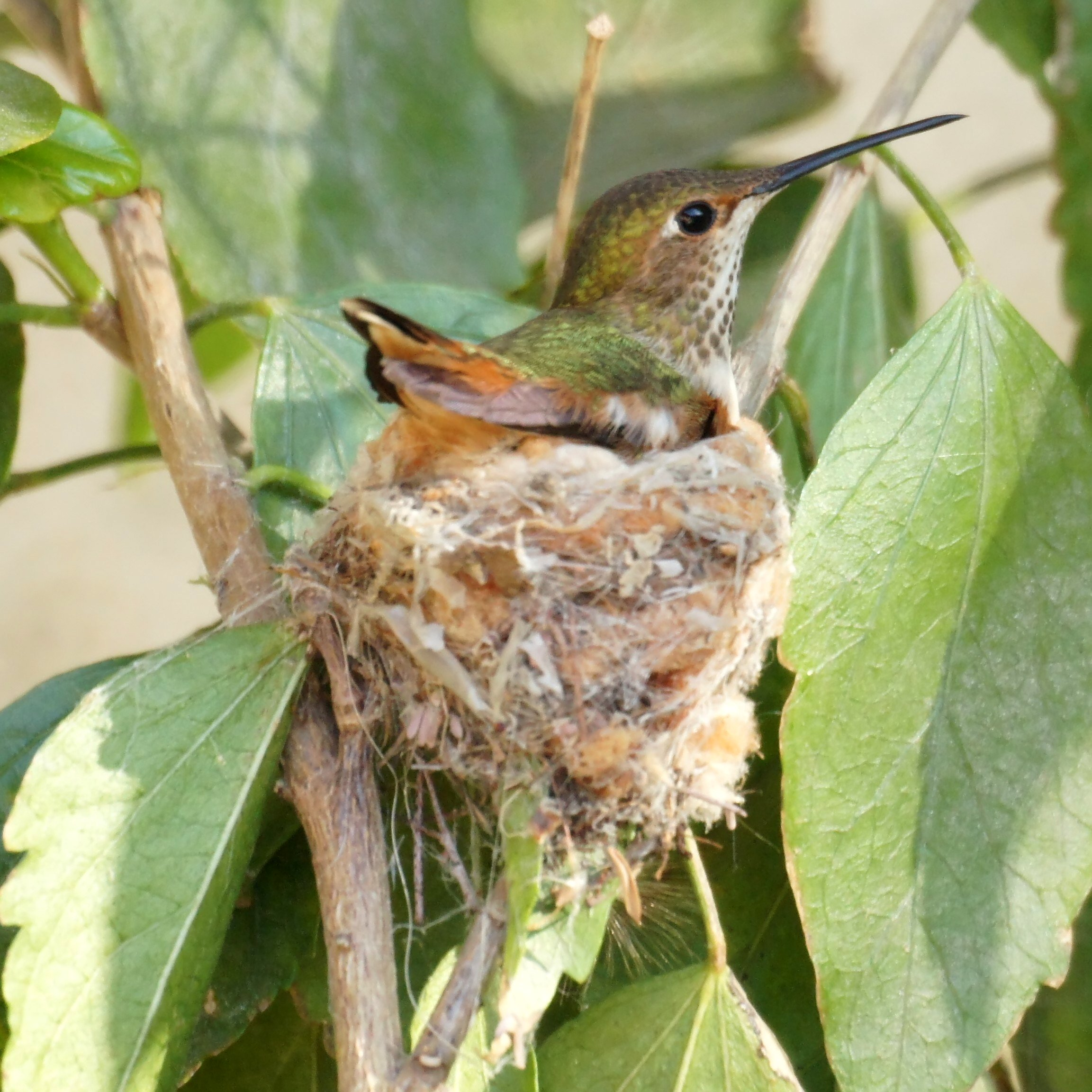
Hembra cuidando de su nido

El hábitat reproductivo es una estrecha franja costera húmeda afectada por las nieblas estivales; la reproducción en el interior más allá de unos 32 km no está documentada. Los machos y las hembras reproductores tienen preferencias de hábitat ligeramente diferentes. Los machos establecen territorios de cría vigilando zonas abiertas de vegetación de matorral costero o arbustos ribereños, incluidos cornejos, robles venenosos y, sobre todo, sauces, donde a menudo se posan llamativamente en ramas sin hojas expuestas o en ramitas en las copas de los arbustos, o en ramas laterales de árboles que dominan el territorio. Las hembras seleccionan lugares para el nido en zonas de vegetación más densa con al menos algo de cobertura arbórea. Como invernante en México el hábitat incluye bordes de bosque y claros de matorrales con flores. En las islas del Canal, en California, sedentarius se encuentra en chaparrales más densos y altos en laderas orientadas al norte y en bosques ribereños, y suele estar restringida a zonas por debajo de los 300 m de altitud. En tierra firme, sedentarius cría en hábitats urbanos/suburbanos (parques, patios traseros, jardines).

## Sistemática

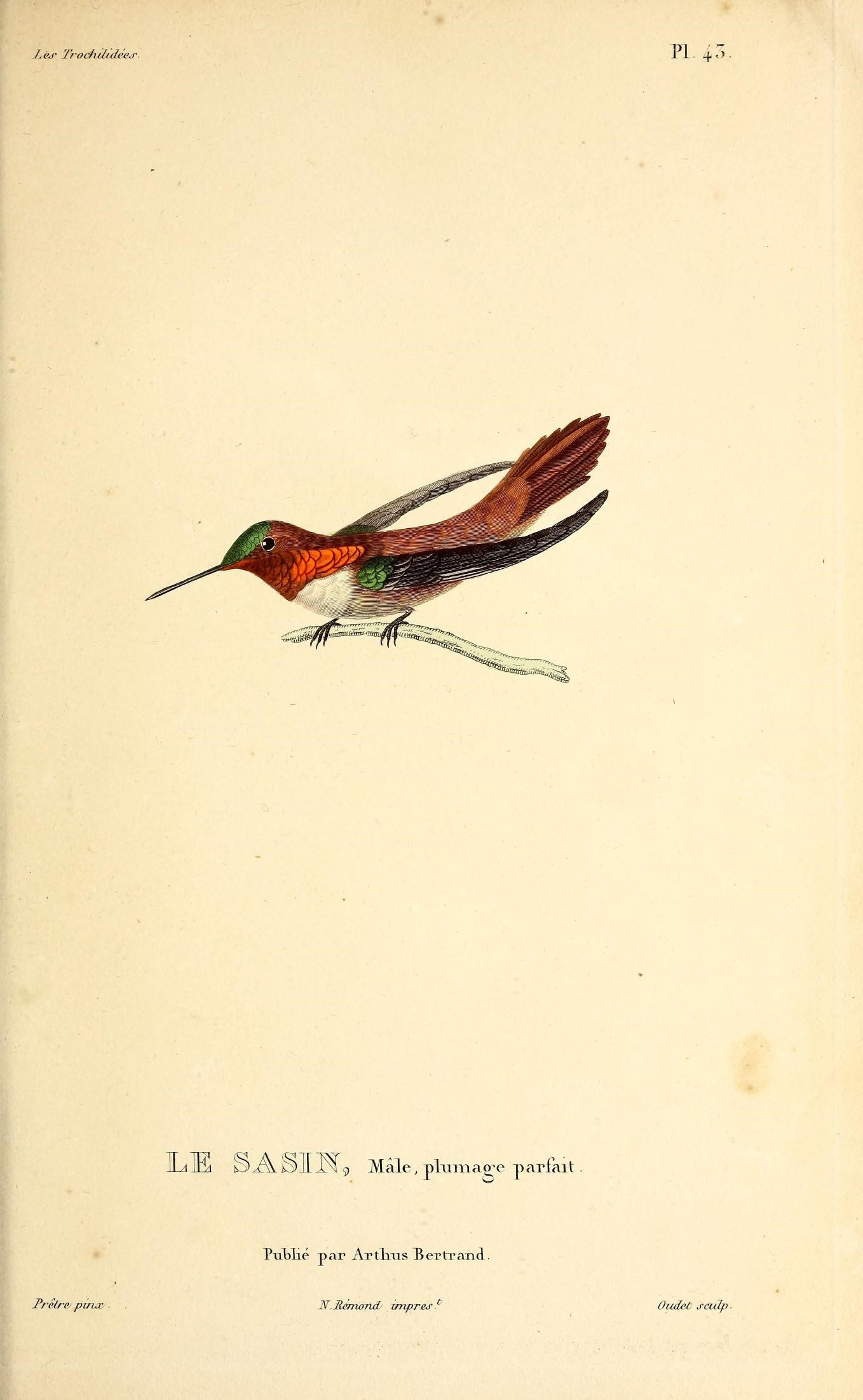
«Le sasin», ilustración en Les trochilidées, 1832.

### Descripción original
La especie S. sasin fue descrita por primera vez por el ornitólogo francés René Primevère Lesson en 1829 bajo el nombre científico Ornismya sasin; su localidad tipo es: «Nootka Sound, vecindad de Monterey y San Francisco, California = San Francisco».

### Etimología
El nombre genérico masculino «Selasphorus» se compone de las palabras del griego «selas» que significa ‘luz, llama’, y «phoros» que significa ‘que lleva’; y el nombre de la especie «sasin», es el nombre dado por nativos americanos de Wakashan o Nootka a varios colilbríes.

### Taxonomía
El nombre común, colibrí de Allen, se debe a Charles Allen, un coleccionador que fue uno de los primeros en notar las diferencias entre la presente especie y el pariente cercano Selasphorus rufus. En 1877 envió especímenes y notas sobre las dos especies lo que motivó a Henry Wetherbee Henshaw a describirla como nueva especie, denominada Selasphorus alleni, sin saber que la misma ya había sido descrita casi 50 años antes por Lesson, nombre científico actual que tiene prioridad.
Se han registrado híbridos de la presente especie con Archilochus alexandri, Calypte anna, Calypte costae y Selasphorus rufus.

### Subespecies
Según las clasificaciones del Congreso Ornitológico Internacional (IOC) y Clements Checklist/eBird  se reconocen dos subespecies, con su correspondiente distribución geográfica:
- Selasphorus sasin sasin (Lesson, 1829) – se reproduce desde el extremo suroeste de Oregón hasta el sur de California ; inverna en el suroeste de México.
- Selasphorus sasin sedentarius Grinnell, 1929 – reside en gran medida en las islas del Canal y en la cercana California continental, desde la península de Palos Verdes hacia el sur a través del condado de Orange.